# Вклонися вогню
«Вклонися вогню» (інша назва: «Уркуя») — радянський художній фільм 1971 року знятий на кіностудії «Киргизфільм» режисером Толомушем Океєвим.

## Сюжет
В основі фільму справжня біографія Уркуї Салієвої — першої киргизької комсомолки, першої жінки — голови колгоспу в Киргизькій АРСР. Киргизька АРСР, кінець 1920-х років. В загубленому гірському кишлаку, наперекір віковим традиціям, головою сільради обирають жінку — 19-річну комсомолку Уркую Салієву. Місцеві баї навіть не заважають цьому, сподіваючись, що у молодої дівчини нічого не вийде і її вдасться легко залякати. Але вона рішуче і з непримиренністю до всіх тих, хто заважає біднякам-односельчанам будувати нове життя, починає встановлювати радянський порядок у цих місцях, кидаючи зухвалий виклик встановленим століттями порядкам місцевих багатіїв, які не чекали такої сміливості від «істоти другого сорту». Вона організовує проводку арика, розділяє землі між бригадами створюючи колгосп, розподіляє продукти між працюючими. Колишні багатії, виселені з кишлаку, пішли в гори до басмачів й організували опір — пускаючи в хід анонімку на Уркую, і її заарештовує ДПУ. Весь кишлак заступається за свого голову і її звільняють. І тоді бандити розправляються з нею і всією її сім'єю.

## У ролях
- Таттибуу Турсунбаєва — Уркуя Салієва (озвучила Данута Столярська)
- Іскендер Рискулов — Колдош Салієв, її чоловік
- Болот Бейшеналієв — Азізов
- Сабіра Кумушалієва — Бубукан
- Суйменкул Чокморов — Утур уста, коваль
- Джамал Сейдакматова — Зайбиби
- Муратбек Рискулов — Ажи
- Бакірдін Алієв — Барпи
- Джапар Садиков — Абдразак
- Алимкул Алимбаєв — Акмат
- Асанбек Кидирназаров — Смали
- Совєтбек Джумадилов — Мойдунов
- Зарема Мадремілова — Калича
- Насретдін Дубашев — Мурза
- Тургун Бердалієв — Теке
- Чолпон Данишманова — Гулайим
- Аскар Сейдалієв — співробітник ДПУ
- Алмаз Киргизбаєв — Есен-малай, мірошник
- Денізбек Чалапінов
- Аліман Джангорозова
- Чоробек Думанаєв
- Багадур Алієв — епізод

## Знімальна група
- Режисер — Толомуш Океєв
- Сценарист — Толомуш Океєв
- Оператор — Кадиржан Кидиралієв
- Композитор — Таштан Ерматов
- Художник — Сагинбек Ішенов